# Município de Center (condado de Noble, Ohio)
Localização do Ohio nos E.U.A.
O município de Center (em inglês: Center Township) é um local localizado no condado de Noble no estado estadounidense de Ohio. No ano 2010 tinha uma população de 1110 habitantes e uma densidade populacional de 15,14 pessoas por km².

## Geografia
O município de Center encontra-se localizado nas coordenadas 39° 47′ 48″ N, 81° 27′ 23″ O. Segundo o Departamento do Censo dos Estados Unidos, o município tem uma superfície total de 73.3 km², da qual 73,22 km² correspondem a terra firme e (0,12 %) 0,09 km² é água.

## Demografia
Segundo o censo de 2010, tinha 1110 pessoas residindo no município de Center. A densidade de população era de 15,14 hab./km².